# Minicopenaeon
Minicopenaeon är ett släkte av kräftdjur. Minicopenaeon ingår i familjen Bopyridae.
Kladogram enligt Catalogue of Life:
| Minicopenaeon | \| \| Minicopenaeon apertum \| \| \| \| \| \| Minicopenaeon crosnieri \| \| \| \| \| \| Minicopenaeon intermedium \| \| \| \| |
|               | \| \| Minicopenaeon apertum \| \| \| \| \| \| Minicopenaeon crosnieri \| \| \| \| \| \| Minicopenaeon intermedium \| \| \| \| |
|               | Minicopenaeon apertum |
|               | |
|               | Minicopenaeon crosnieri |
|               | |
|               | Minicopenaeon intermedium |
|               | |